# ESPN
ESPN（イーエスピーエヌ）は、アメリカのスポーツ専門チャンネル。衛星およびケーブルテレビでチャンネルを提供している。ウォルト・ディズニー・カンパニーとハースト・コミュニケーションズが出資する。「ESPN」とは旧社名の「Entertainment and Sports Programming Network」の頭文字を取ったもの。

## 歴史
1979年9月7日に開局し、当時から続いているスポーツニュース番組「SportsCenter」は放送30000回を突破している。
1984年、ABCが80%の株式を取得し、翌1985年に社名を「ESPN Inc.」に変更した。1996年、ディズニーのABC買収により、ESPNもディズニー傘下に入った。なお、残りの20%はハースト・コーポレーションが保有している。
2006年9月、ABCのスポーツ部門であるABCスポーツと統合、ESPN on ABCとしてABCネットワークでも放送されている。1970年から36年間ABCで放送されてきたマンデーナイトフットボール（MNF）が、2006年シーズンからESPNに引き継がれた。

## 株主
1979年にゲティ・オイルが85％の株主となったが、1996年以降はディズニーが80％の株主である。

## 主なスポーツ中継番組
アメリカンフットボール
- NFL
  - サンデーナイトフットボール（1987年 - 2005年）
  - マンデーナイトフットボール（2006年 - ）
  - スーパーボウル（2028年）
- カレッジフットボール（ESPN College Football）
  - ACC（1998年 - ）、Big 10（1979年 - ）他多数
  - ボウル・チャンピオンシップ・シリーズ（2011年 - 2014年）
  - カレッジフットボール・プレーオフ（2014年 - ）

野球
- メジャーリーグベースボール（ESPN Major League Baseball、1990年 - ）
- 2006 ワールド・ベースボール・クラシック
- リトルリーグ・ワールドシリーズ（1997年 - ）

サッカー
- FIFAワールドカップ（1994年 - 2014年）
- UEFAチャンピオンズリーグ（1994年 - 2009年）
- メジャーリーグサッカー（1996年 - ）

バスケットボール
- NBA（NBA on ESPN、1982年 - 1984年、2002年 - ）
- カレッジバスケットボール

モータースポーツ
- F1（1984年 ‐ 1997年、2018年 - [1]）
- FIA フォーミュラ2
- FIA フォーミュラ3
- NASCAR（1981年 - 2000年、2007年 - 2014年）
- インディカー・シリーズ（1996年 - 2008年）
- NHRAチャンピオンシップ・ドラッグ・レーシング・シリーズ（2001年 - 2013年）

その他
早食いなどの新ジャンルやマインドスポーツの中継も行っている。
- クロスフィットゲームズ
- PBAツアー
- ブリーダーズカップ（2006年 - 2011年）
- エックスゲームズ
- ネイサンズ国際ホットドッグ早食い選手権
- ESPY賞
- ワールドシリーズオブポーカー

## 日本
日本では1980年代にケーブルテレビ向けに番組を配給するための準備会社を設立したが、日本ではケーブルテレビの市場が当時は小さかったこともあり事業は一向に立ち上げられなかったと言う。当時、ESPN国際担当副社長であったアンディ・ブリリアントから相談を受けた諸橋健一は「日本では地上波が主流。公共放送のNHKが一番の大手であり、衛星放送も始めようとしている。日本でビジネスをするならNHKに番組を配給を試みなければならない」と助言し、新会社設立を持ち掛けられる。
諸橋の提案により、ESPN、ムービーテレビジョン、三菱商事の3社合併事業として新会社の設立する方向で話がまとまるが、セゾングループからも参加の打診が入ったことにより4社合併事業としてESPNジャパン（後にESPNとセゾンが離れスポーツテレビジョンとなる）が設立され、地上波向けの番組配給を開始。
スポーツ・アイ ESPN（2006年には「J sports ESPN」に改編）を運営していたスポーツ・アイ ネットワークに出資・提携していた。2005年、J SPORTSを運営するジェイ・スポーツ・ブロードキャスティングと合併したことから、ESPN制作のプログラムはJ SPORTSで放送されることが多い。ただし、日米では放映権が異なることからJ SPORTS以外の放送局でもESPN制作のプログラムが放送されている。
なお、J sports ESPNの名称はJ SPORTSのBSデジタル放送開始に伴う再編で2011年9月30日付けで使用終了（以後「J SPORTS 3」）となり、「ニュース スポーツセンターUSA」の放送も終了するが、提携は継続する。